# مايك نوريس
مايك نوريس (بالإنجليزية: Mike Norris)‏ (و. 1963 – م) هو ممثل، وكاتب سيناريو، وممثل أفلام، وممثل تلفزيوني من الولايات المتحدة الأمريكية. ولد في ريدوندو بيتش.

## وصلات خارجية
- مايك نوريس على موقع IMDb (الإنجليزية)
- مايك نوريس على موقع ألو سيني (الفرنسية)
- مايك نوريس على موقع أول موفي (الإنجليزية)
- مايك نوريس على موقع قاعدة بيانات الأفلام السويدية (السويدية)
- مايك نوريس على موقع قاعدة بيانات الفيلم (الإنجليزية)
- مايك نوريس على موقع كينوبويسك (الروسية)